# تازوباكتام
تازوباكتام (Tazobactam) هو عبارة عن دواء  ينتمى إلى مجموعة مثبطات أنزيم بيتا لاكتاماز.

## الزمرة الدوائية
من مضادات الجراثيم. تازوباكتام يوسع طيف البيبيراسيلين بجعله فعال ضد الكائنات الحية التي تعتبر بيتا لاكتاماز وعادة تحلل البيبيراسيلين.

## الخواص العلاجية
ينتمي المركب لزمرة مثبطات البيتا لاكتاماز. يُستَعمَل هذا الدَّواءُ لمُعالجَة أنواع مختلفة من العَدوى الجُرثوميَّة. يحول دون عمل إنزيم بيتا لاكتاماز الذي تُنتِجه بعضُ الجراثيم.

## موانع استعمال الدواء
- إذا كان لدى المَريض تَحسُّسٌ تجاه التَّازوباكتام أو أيِّ مُكوِّن آخر من هذا الدَّواء.
- يجب اِطلاعُ مُقدِّم الرِّعاية الصحِّية إذا كان لدى المريض تَحَسُّسٌ لأيِّ دواء آخر.
- يجب الإبلاغُ عن التَّحسُّس الذي أصابَ المريضَ والكيفيَّة التي أثَّر بها فيه. ويتضمَّن ذلك الكشفَ عن وجود طفح أو بثور أو حكَّة جلديَّة أو ضيق في التنفُّس أو صَفير عندَ الشَّهيق أو سُعال أو تَورُّم الوجه أو الشَّفتين أو اللِّسان أو الحَلق، أو أيَّة أعراض أخرى مُصاحبَة لاستِعمال الدَّواء.[3]